# Gheorghe Ghipu
Gheorghe Ghipu (* 30. September 1954 in Dascălu) ist ein ehemaliger rumänischer Mittelstreckenläufer, der sich auf den 1500-Meter-Lauf spezialisiert hat. Über diese Distanz gewann er 1975 und 1976 jeweils eine Bronzemedaille bei Halleneuropameisterschaften.

## Sportliche Laufbahn
Erste internationale Erfahrungen sammelte Gheorghe Ghipu vermutlich im Jahr 1972, als er bei den Olympischen Sommerspielen in München mit 1:50,1 min in der ersten Runde im 800-Meter-Lauf ausschied. Im Jahr darauf siegte er in 3:45,78 min über 1500 Meter bei den Junioreneuropameisterschaften in Duisburg und 1974 schied er bei den Europameisterschaften in Rom mit 1:47,8 min im Halbfinale über 800 Meter aus und kam über 1500 Meter mit 3:43,4 min nicht über den Vorlauf hinaus. Zudem siegte er bei den Balkanspielen in Sofia in 3:44,1 min im 1500-Meter-Lauf und gewann in 1:46,30 min die Silbermedaille über 800 Meter hinter Luciano Sušanj aus Jugoslawien. Zudem gewann er dort in 3:08,83 min die Silbermedaille mit der rumänischen 4-mal-400-Meter-Staffel hinter dem Team aus Jugoslawien. Im Jahr darauf gewann er bei den Halleneuropameisterschaften in Katowice in 3:45,4 min die Bronzemedaille über 1500 Meter hinter Thomas Wessinghage aus der Bundesrepublik Deutschland und Pjotr Anissim aus der Sowjetunion. Im August gewann er dann bei den Balkanspielen in Bukarest in 3:47,16 min erneut die Goldmedaille über 1500 Meter, ehe er bei der Sommer-Universiade in Rom in 3:41,2 min die Bronzemedaille hinter dem Westdeutschen Thomas Wessinghage und Steve Heidenreich aus den Vereinigten Staaten gewann. 1976 gewann er bei den Halleneuropameisterschaften in München in 3:46,1 min die Bronzemedaille hinter den Deutschen Paul-Heinz Wellmann und Thomas Wessinghage und im Juni siegte er bei den Balkanspielen in Celje in 3:46,96 min über 1500 Meter und gewann über 800 Meter in 1:51,02 min die Silbermedaille hinter dem Jugoslawen Luciano Sušanj. Daraufhin nahm er über 1500 Meter an den Olympischen Sommerspielen in Montreal teil und schied dort mit 3:39,20 min in der ersten Runde aus. Im Jahr darauf verteidigte er bei den Balkanspielen in Ankara in 3:48,73 min ein weiteres Mal seinen Titel über 1500 Meter und musste sich über 800 Meter in 1:49,30 min nur dem Jugoslawen Milovan Savić geschlagen geben. Zudem schied er bei den Studentenweltspielen in Sofia mit 3:46,6 min im Vorlauf über 1500 Meter aus. 1979 beendete er dann seine aktive sportliche Karriere im Alter von 25 Jahren.
In den Jahren von 1972 bis 1976 wurde Ghipu rumänischer Meister im 800-Meter-Lauf sowie 1973 und von 1975 bis 1979 über 1500 Meter.

## Persönliche Bestleistungen
- 800 Meter: 1:45,9 min, 11. Juli 1974 in Athen
  - 800 Meter (Halle): 1:46,37 min, 5. August 1973 in Nizza (rumänischer U20-Rekord)
- 1500 Meter: 3:38,4 min, 4. Oktober 1975 in Bukarest
  - 1500 Meter (Halle): 3:45,1 min, 21. Februar 1976 in München